# Ktunaxa de l'Idaho
La Tribu kootenai de l’Idaho (kutenai : ʔaq̓anqmi), aussi appelée Ksanka de l’Idaho, est une tribu reconnue au niveau fédéral du peuple Kootenai, un peuple autochtone du Plateau du Nord-Ouest.
Ils sont l’une des cinq tribus reconnues par le gouvernement fédéral dans l’État de l’Idaho. Les autres sont Cœur d’Alène, Nez-Percés, Shoshone-Bannock et la réserve indienne de Duck Valley (Western Shoshone-Northern Paiute).

## Réserve indienne
La réserve de Kootenai a été créée en 1896. Après la perte de terres qui a suivi, la réserve a été rétablie en 1974. La réserve a une surface de 1 090 hectares dans le comté de Boundary, le long de la  Route 95.

## Gouvernement
Le siège de la tribu est à Bonners Ferry dans l’Idaho. La tribu est gouvernée par un conseil tribal de neuf membres élu démocratiquement.

## Langue
Traditionnellement, les Kootenai parle la langue kutenai, une langue isolée. Celle-ci est écrite en caractères latins et plusieurs ouvrages linguistiques, dictionnaires et grammaires, ont été publiés.

## Histoire
Le peuple Kootenai vivait le long de la rivière Kootenai sur un territoire aujourd’hui partagé entre l’Idaho, le Montana et la Colombie-Britannique. Ils étaient des chasseurs-cueilleurs et le saumon était un aliment de base important de leur régime alimentaire. Ils avaient des villages d’hiver permanents composés de maisons côniques faites de poteaux en bois et de nattes de jonc.
En 1855, la tribu a refusé de signer un traité avec le gouvernement américain qui les obligerait à céder leurs terres aborigènes dans l’Idaho et à se consolider avec plusieurs autres tribus plus petites dans le Montana. La loi Dawes a divisé les propriétés foncières tribales en attributions individuelles. En raison de la perte illégale de terres, la tribu a reçu 425 000 $ dans le cadre d’un règlement de revendications territoriales en 1960.
Le 20 septembre 1974, les 67 membres de la tribu Kootenai ont officiellement déclaré la guerre aux États-Unis, cherchant à être reconnu au niveau fédéral,,,. Leurs demandes initiales étaient une réserve indienne de 51 800 hectares et une compensation pour 650 000 hectares de terres ancestrales. Ils ne se sont pas livrés à la violence et, en attirant l’attention sur leur situation, la tribu s’est vu attribuer 5 hectares de terres fédérales entourant l’ancienne mission de Bonners Ferry. Il a été promulgué par la loi S. 634, signé par le président Gerald Ford en octobre 1974.

## Développement économique
Depuis 1986, la tribu kootenai possède et exploite la Kootenai River Inn à Bonners Ferry. C’est maintenant le Kootenai River Inn Casino and Spa, qui comprend également le restaurant Springs, le Casino Deli, le Kootenai Day Spa et une boutique de souvenirs.
Les industries de réservation comprennent le bois, le tourisme et la vente de sable et de gravier. La tribu possède également une écloserie d’esturgeons.